# 竹内善徳
竹内 善徳（たけうち よしのり、1937年8月27日 - 2006年5月14日）は、日本の柔道家。1962年全日本選手権の覇者。国際柔道連盟副会長、筑波大学名誉教授らを歴任。叙従四位、授瑞宝中綬章。

## 略歴
北海道札幌市出身。北海道札幌東高等学校で本格的に柔道をはじめ、北海道チャンピオンとなる。高校卒業後は柔道の道を志し東京教育大学（のちの筑波大学）へ進学。大学での同級生に学生初の全日本選手権覇者となる猪熊功がいたが、2人の先輩にあたる長谷川博之（埼玉県柔道連盟副会長）は「荒武者でファイターの猪熊に対し、竹内は理論派で紳士」と語っている
1960年に大学を卒業すると、大分の大分上野丘高校にて教師に。翌61年の国体の教員部門で優勝。全日本選手権には1960年から63年まで4年連続で出場し、1962年の大会では得意技の大外刈や釣込腰を武器に優勝を飾った。当時は国内外の柔道競技大会が整備されておらず後にも先にもこのタイトルだけであるが、前年の世界選手権でメダルを獲得した古賀武や、後に世界選手権メダリストとなる松永満雄・坂口征二ら強豪選手が出場する中での優勝である事を考慮すれば、当時の柔道界でもトップレベルの選手であったといえよう。
同年より工学院大学の講師を務める傍ら、柔道の国際発展のため数十カ国にも及ぶ国を訪れ、世界各地で後進の指導を行う。1969年に母校・東京教育大学で武道学科が設置されると講師として招かれた。大学のつくば移転後は、筑波大学の体育科学系にて1976年より助教授、1986年より教授を務め、柔道部部長として岡田弘隆ら世界レベルの選手を育て上げる。同時に国際柔道連盟の審判委員やアジア柔道連盟の審判理事、全日本柔道連盟の審判委員長を歴任する。公認審判員制度を確立し、審判員の資質向上に尽力した。また国際的観点を重視し、講道館審判規定と国際柔道連盟審判規定との調和を試みた。現在の柔道選手たちが違和感なく世界で戦えるのも、竹内の功績に因るところが大きい。
1999年より国際柔道連盟副会長、アジア柔道連盟会長に就任。自ら音頭を取り、アジアにおける青年育成の場としてアジアジュニア選手権を開催する（以後、継続的に開催）。2001年には筑波大学を定年退官し名誉教授に推載されるとともに、講道館の国際部部長に。翌02年には全日本柔道連盟の副会長にも就任した。
全日本選手権優勝に象徴される競技者としての卓越した実力は勿論の事、竹内は形稽古にも非常に熱心で、鏡開式や全日本選手権等でも極の形や古式の形を披露している。また、柔道の科学的な研究も行い、講道館柔道科学研究会の運営委員や日本武道学会の理事を務めたほか、多くの書物や論文を発表し、小俣幸嗣ら後世の柔道研究者の育成にも貢献した。
2006年5月14日未明、アジアジュニア選手権のために訪れていた韓国の済州島にて、心不全のため急逝。享年68。死の直前まで海外を飛び回っており、柔道の普及に尽力し生涯を奉げた竹内らしい最後であった。
全日本柔道連盟佐藤宣践副会長のもと執り行われた通夜・葬儀・告別式には、嘉納行光講道館長、朴容晟国際柔道連盟会長、フランソワ・ベソン同スポーツ理事らが参列し、またその祭壇には5月13日付にて没後追贈された九段証と赤帯が供えられた。

## 著書
- 論説柔道（不昧堂出版、1984年）
- 詳解 柔道のルールと審判法（大修館書店、1999年）
- 柔道の視点―21世紀へ向けて（道和書院、2000年）

## 共著書
- 『柔道大事典』（共著者／嘉納行光・川村禎三・醍醐敏郎、監修 佐藤宣践）[4]